# Playa Honda (Mar Menor)
Playa Honda es una localidad costera perteneciente al término municipal de Cartagena, Región de Murcia, España.

## Geografía física

### Ubicación
Situada en la orilla del Mar Menor que es una laguna litoral de agua salada del Mar Mediterráneo en la comarca natural del Campo de Cartagena. Al Oeste limita con el Camping Caravaning y al Este con la Playa Paraíso y más allá con las Salinas de Marchamalo.

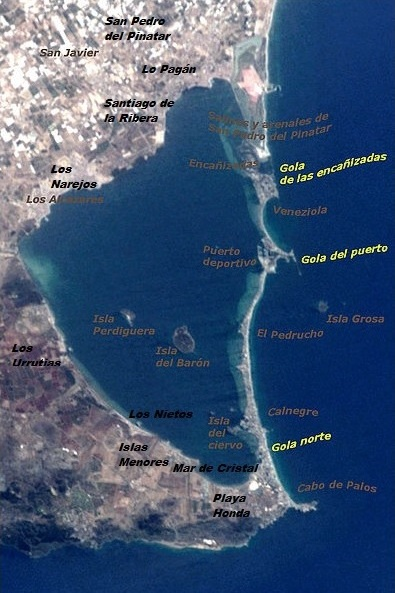
Playa Honda, población a la orilla del Mar Menor

### Clima
La playa homónima tiene un clima mediterráneo seco que corresponde en la clasificación climática de Köppen al código BSk.
El clima del Mar Menor es mediterráneo cálido seco, con temperaturas suaves en invierno y altas en verano. El termómetro puede llegar a 38 °C en julio-agosto, y no suele bajar de 5 °C en invierno, ya que la media anual es de 16-18 °C.
Las precipitaciones son escasas, entre 200 y 500 mm. anuales, teniendo lugar sobre todo en primavera y otoño. La media es de 323 mm. anuales, pero la humedad también ayuda a la vegetación existente.
Los vientos suelen soplar de sureste o suroeste (lebeche seco), y en otoño del este o noroeste (levante), acompañados en esta última estación de nubes y lluvias. A veces también sopla en otoño el lebeche o el de noroeste, y deja el cielo sin nubes. En cambio, en verano los vientos son más fuertes y si vienen del sur (África) incrementarán notablemente el calor.

### Playas
Consta de unas arenas finas y doradas. Fue galardonada con su propia Bandera Azul.

### Problemática medioambiental
Playa Honda padece las consecuencias de la degradación del Mar Menor, provocada por el cambio de un modelo de agricultura de secano a una agricultura de regadío que vierte nitratos y produce eutrofización, se desarrolla la llamada "sopa verde" y como consecuencia se da la anoxia o ausencia de oxígeno que ocasiona a veces la muerte de peces de la laguna salada

## Historia

### En la Antigüedad

#### Yacimiento El Castillico
En la playa del Castillico, existen unas pilas usadas por las factorías romanas de salazones y salsas de pescado, conocidas en aquella época como cetariae, que habrían fabricado garum para el Imperio romano junto con Las Mateas en Los Nietos, la Villa del Paturro en Portmán y Escombreras.

### Siglos XVII-XVIII
El Mar Menor fue denominado La Albufera o Albufera del Cabo de Palos desde época musulmana y 
sufrió los ataques de piratas berberiscos durante mucho tiempo por lo que apenas estaba poblado debido a la inseguridad existente. La repoblación del Campo de Cartagena tendrá lugar a partir del siglo XVII y estará impulsada por el plan gubernamental de situar a Cartagena como ciudad militar y capital de departamento marítimo. El nuevo auge del movimiento colonizador hacia el Campo de Cartagena traerá nuevos propietarios a la zona.

## Geografía humana

### Organización territorial
El término municipal de Cartagena se divide en entidades colectivas de población allí denominadas diputaciones. Playa Honda pertenece a la diputación del Rincón de San Ginés y es una entidad singular de población o pedanía del municipio.

### Demografía

#### Población
Según los datos de la INE publicados el 1 de enero de 2022 la población era de 1.304 habitantes, su máximo histórico desde que hay registros.

## Playa

#### Características
| Playa Honda        |                     |
| ------------------ | ------------------- |
| Localización       | Región de Murcia    |
| Mar                | Mar Menor           |
| Anchura media      | 36 metros           |
| Longitud           | 700 metros          |
| Tipo de suelo      | Arena fina y dorada |
| Grado de ocupación | Alto                |

### Servicios y actividades
Los paseos marítimos de Playa Honda son paseos extensos que permiten un paseo agradable, con unas vistas de 360 grados, dado a la llanura que éstas playas poseen. A lo largo de la playa se pueden divisar distintivos chiringuitos, con posibilidad de alquilar hamacas, sombrillas, etc. Además la playa dispone de aseos portátiles, contenedores de recogida selectiva, lavapiés a orillas del paseo marítimo, papeleras, pasarelas, rampas de acceso a la playa y una zona de juegos para los niños.

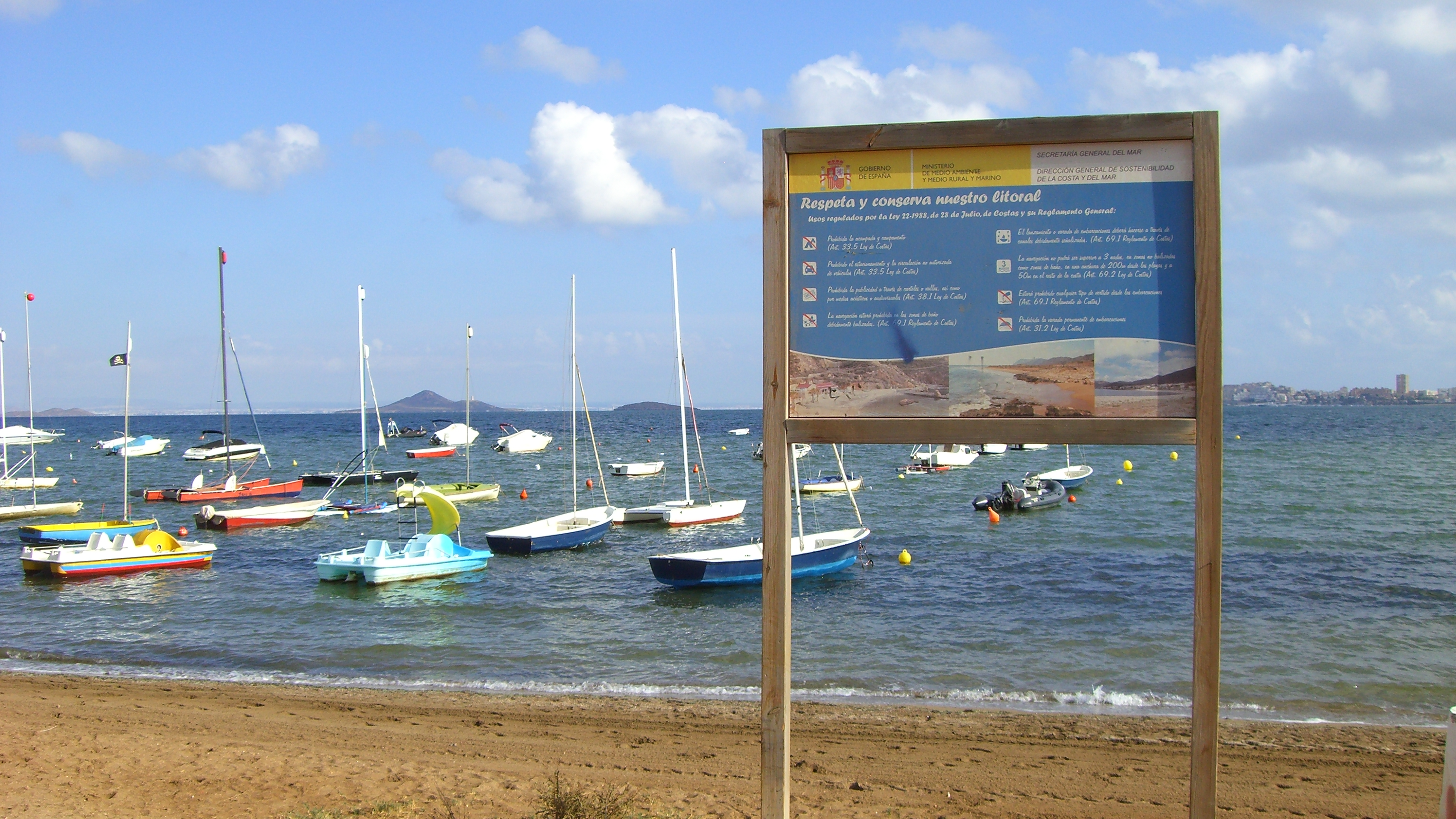
Zona de barcas de Playa Honda

### Accesibilidad
Playa Honda dispone de cuatro aparcamientos reservados para discapacitados dos de ellos situados en el punto de acceso y los otros dos donde están ubicados los nuevos aseos.
Existe una rampa de 6% de acceso a la playa y pasarelas de madera sobre la arena de 2 metros de largo.
También hay disponibilidad de dos aseos y un vestuario adaptado junto al punto de acceso.
Esta playa dispone de zonas de sombra adaptadas y de una silla y un par de muletas anfíbias que serán proporcionadas por Protección Civil y se recomienda ir siempre acompañado para ayudar con al baño.

## Fiestas
Las fiestas de la localidad se celebran durante el mes estival de agosto. En 2023, se celebraron entre el 28 de julio y el 26 de agosto.

## Animales
En Playa Honda es posible encontrar la siguiente fauna animalː
- Medusas
  - Cotylorhiza tuberculata
  - Rhizostoma pulmo
  - Aurelia aurita
- Moluscos bivalvos
  - Nacra (Pinna nobilis)
- Cefalópodos
  - Jibias
- Artrópodos
  - Langostinos
- Peces
  - Caballito de mar (Hippocampus guttulatus)
  - Anguila (Anguilla anguilla)
  - Chirrete (Atherina boyeri)
  - Dorada (Sparus aurata)
  - Fartet (Aphanius iberus)
  - Gobio (Gobio gobio)
  - Lubina (Dicentrarchus labrax)
  - Mújol (Mugil cephalus)
  - Magre (Lithognathus mormyrus)
  - Salpa (Sarpa salpa)

## Plantas acuáticas
La fauna vegetal también hace acto de presencia en las aguas de Playa Hondaː
- Caulerpa racemosa
- Posidonia oceanica

## Transporte

### Carreteras
Se accede a Playa Honda desde la carretera de La Manga (RM-12). También tiene accesos desde Playa Paraíso y Las Salinas.

### Autobús
El servicio de transporte público urbano conecta la localidad con la ciudad de Cartagena y las playas durante el periodo estival.
| Línea | Recorrido                                              | Operador       |
| ----- | ------------------------------------------------------ | -------------- |
| 21    | Cartagena - Los Urrutias - Playa Honda (solo verano)   | ALSA (TUCARSA) |
| 22    | La Manga - Los Urrutias (Búho Mar Menor / Solo verano) | ALSA (TUCARSA) |

El servicio de viajeros por carretera de la localidad se engloba dentro de la marca Movibus, sistema de transporte público interurbano de la Región de Murcia (España), que incluye los servicios de autobús de titularidad autonómica.
| Línea | Recorrido                                                          | Operador       |
| ----- | ------------------------------------------------------------------ | -------------- |
| 43    | Cartagena - Cabo de Palos - La Manga del Mar Menor                 | ALSA (TUCARSA) |
| 46    | San Pedro del Pinatar - San Javier - Los Alcázares - Cabo de Palos | ALSA (TUCARSA) |

Además, presta servicio la siguiente línea interurbana durante el periodo estival:
| Línea     | Recorrido                       | Operador |
| --------- | ------------------------------- | -------- |
| MUR-083-2 | Murcia - La Manga del Mar Menor | Interbus |